# Ville Salminen

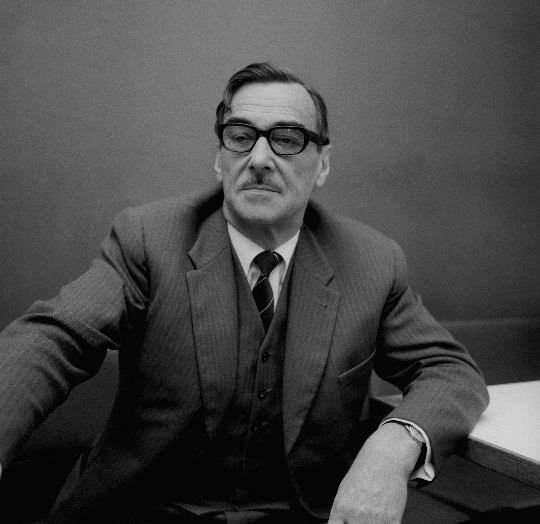
Salminen en 1966

Ville Salminen (2 de octubre de 1908 – 28 de noviembre de 1992) fue un actor, director, guionista y director artístico finlandés.

## Biografía
Su nombre completo era Veikko Oskari Ville Salminen, y nació en Mariehamn, Finlandia. Cursó estudios en el Teatro de la ciudad de Turku dirigido por Hannes Närhi entre 1927 y 1930. En 1932 Salminen pasó al Kansan Näyttämö de Helsinki, en 1933 al Kotkan Näyttämö (en Kotka), en 1935 al Porin Teatteri (en Pori), y en 1937 al Helsingin Työväenteatteri. 
En el año 1938 empezó a trabajar con la productora cinematográfica Suomi-Filmi, actuando en 16 películas en los siguientes seis años. Además, dirigió en 1941 Viimeinen vieras, película en la cual interpretaba a un malvado. Salmisen habitualmente encarnaba personajes malvados, como fue el caso de su papel en Kuollut mies vihastuu. Salmisen se especializó en la interpretación de personajes extranjeros, particularmente sudamericanos y rusos.
Salminen empezó a trabajar en 1947 para la compañía Suomen Filmiteollisuus, dirigiendo 14 películas, entre ellas la primera de la serie de Pekka ja Pätkä, y actuando en siete. Sus cintas más importante como director en ese período fueron Kaunis Veera eli Ballaadi Saimaalta y 'Toukokuun taika. Salminen pasó a la productora Fennada-Filmi en 1953, con la cual dirigió nueve cintas. Eran películas modestas, salvo quizás Anu ja Mikko y Evakkoa. Salmisen dejó Fennada en 1957, y después fundó el Taskuteatterin, de breve trayectoria.
Toivo Särkkä llevó a Salmisen de nuevo a Suomen Filmiteollisuus en 1959, colaborando hasta 1961. En esos años dirigió seis películas. Tras rodar en 1961 Toivelauluja, Salminen pasó al teatro televisado de MTV3, trabajando hasta su retiro en 1973. Salmisen siguió actuando intermitentemente hasta 1984, cuando participó en Klaani – tarina Sammakoitten suvusta. 
Ville Salminen falleció en Sintra, Portugal, en el año 1992. Casado con Aune Häme, dos de sus hijos fueron Ville-Veikko Salminen y Timo Salminen.

## Filmografía

### Actor
- 1931 : Jääkärin morsian
- 1932 : Kuisma ja Helinä
- 1938 : Jääkärin morsian
- 1938 : Poikamiesten holhokki ¹
- 1938 : Markan tähden
- 1939 : Aktivistit
- 1939 : Avoveteen ¹
- 1939 : Punahousut ¹
- 1940 : Kyökin puolella ¹
- 1941 : Viimeinen vieras ¹ ² ³
- 1941 : Ryhmy ja Romppainen
- 1943 : Jees ja just ¹
- 1944 : Herra ja ylhäisyys
- 1944 : Kuollut mies vihastuu ¹
- 1944 : Hiipivä vaara
- 1945 : Mikä yö ¹ ² ³
- 1945 : En ole kreivitär
- 1946 : Rakkauden risti
- 1946 : Nuoruus sumussa
- 1948 : Laulava sydän
- 1949 : Pontevat pommaripojat ¹ ³
- 1949 : Kalle-Kustaa Korkin seikkailut
- 1951 : Tytön huivi ¹ ³
- 1952 : Tervetuloa aamukahville
- 1953 : Lentävä kalakukko ¹ ³
- 1954 : Laivaston monnit maissa ¹ ² ³
- 1958 : Paksunahka
- 1958 : Sven Tuuva
- 1961 : Tähtisumua ¹
- 1968 : Täällä Pohjantähden alla
- 1968 : Asfalttilampaat
- 1969 : Taksikuski
- 1974 : Aux frontieres de possible
- 1979 : Ihmemies
- 1982 : Rauta-aika
- 1984 : Klaani – tarina Sammakoitten suvusta

Además ¹ director artístico, ² guionista, ³ director

### Director
- 1941 : Viimeinen vieras ¹ ² ³
- 1945 : Mikä yö ¹ ² ³
- 1946 : Menneisyyden varjo ² ³
- 1948 : Haaviston Leeni ² ³
- 1948 : Toukokuun taika ² ³
- 1948 : Irmeli, seitsentoistavuotias ²
- 1949 : Pontevat pommaripojat ¹ ²
- 1949 : Orpopojan valssi ²
- 1950 : Köyhä laulaja ²
- 1950 : Kaunis Veera eli Ballaadi Saimaalta ² ³
- 1951 : Kenraalin morsian
- 1951 : Rion yö ²
- 1951 : Tytön huivi ¹ ²
- 1952 : Mitäs me taiteilijat ² ³
- 1952 : Kipparikvartetti ²
- 1953 : Lentävä kalakukko ¹ ²
- 1953 : Pekka Puupää ²
- 1953 : Lumikki ja 7 jätkää ² ³
- 1953 : Alaston malli karkuteillä ² ³
- 1954 : Laivaston monnit maissa ¹ ² ³
- 1954 : Laivan kannella ² ³
- 1955 : Säkkijärven polkka ² ³
- 1956 : Evakko ² ³
- 1956 : Anu ja Mikko ² ³
- 1957 : Taas tyttö kadoksissa! ² ³
- 1959 : Yks’ tavallinen Virtanen
- 1960 : Oho, sanoi Eemeli
- 1960 : Kaks’ tavallista Lahtista ²
- 1960 : Molskis, sanoi Eemeli, molskis! ²
- 1961 : Toivelauluja

Además ¹ actor, ² director artístico, ³ guionista

### Director artístico
- 1938 : Vihreä kulta
- 1938 : Sysmäläinen
- 1939 : Hätävara
- 1940 : Anu ja Mikko
- 1940 : Kersantilleko Emma nauroi?
- 1940 : Poikani pääkonsuli
- 1942 : Synnin puumerkki
- 1942 : Yli rajan
- 1943 : Miehen kunnia
- 1947 : Särkelä itte
- 1954 : Olemme kaikki syyllisiä